# 1-і Єсенки
1-і Єсенки (рос. 1-е Есенки) — присілок в Щигровському районі Курської області Російської Федерації.
Населення становить 72 особи. Входить до складу муніципального утворення Титовська сільрада.

## Історія
Населений пункт розташований на території українського етнічного та культурного краю Східна Слобожанщина.
Від 2004 року входить до складу муніципального утворення Титовська сільрада.

## Населення
| 2002 | 2010 |
| ---- | ---- |
| 96   | ↘72  |